# Opius pseudocolumbiacus
Opius pseudocolumbiacus är en stekelart som beskrevs av Fischer 1964. Opius pseudocolumbiacus ingår i släktet Opius och familjen bracksteklar. Inga underarter finns listade i Catalogue of Life.